# Douglas DC-8

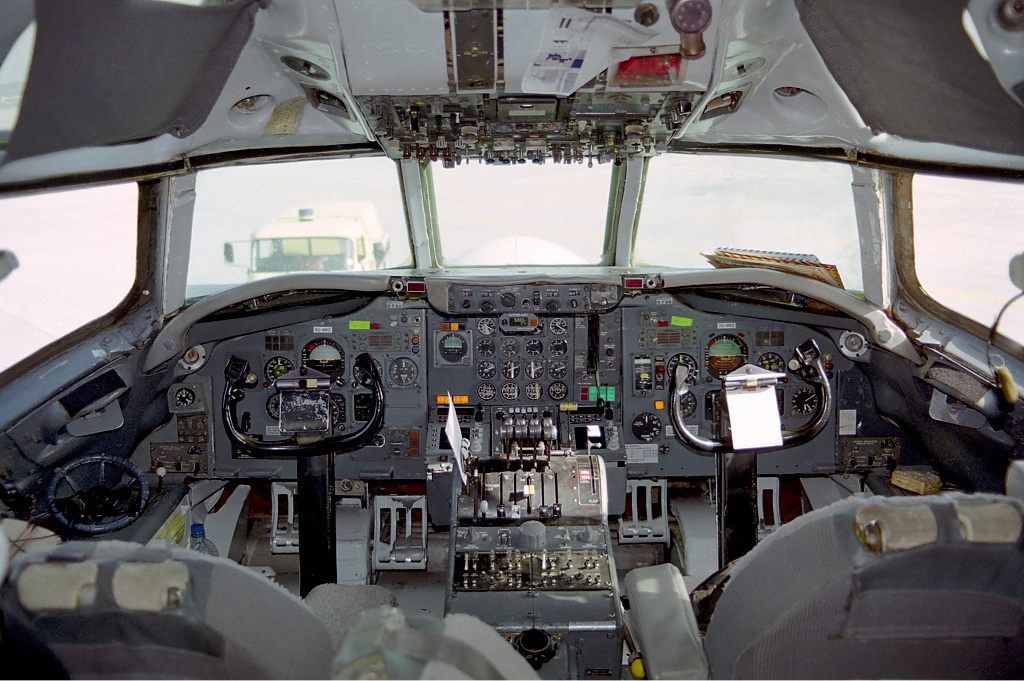
Cockpit.

DC-8 är ett 4-motorigt jetflygplan för passagerartrafik, tillverkat av Douglas mellan 1958 och 1972. Totalt tillverkades 556 stycken.
DC-8 flyger fortfarande idag, främst som fraktplan. Efter att tillverkningen lades ner har ett antal uppgraderingar gjorts av bland annat motorerna under 1980-talet, vilket har förbättrat bränsleekonomin och sänkt ljudnivån. DC-8:an var en direkt konkurrent till Boeings Boeing 707, som hade liknande räckvidd, passagerarantal och motorprestanda, samt med Convair 880 som var snabbare. DC-8 har tre framrutor mot Boeing 707:s två lite större. I toppen av stjärtfenan har konkurrenten 707 dessutom en framåtvänd antenn, vilken är dold på DC-8:an.
Det skandinaviska flygbolaget SAS nyttjade planet under många år. Den sista flygningen med DC-8 i SAS genomfördes den 22 januari 1988            då OY-KTG flög från Søndre Strømfjord till Köpenhamn.